# Neuhaus am Inn

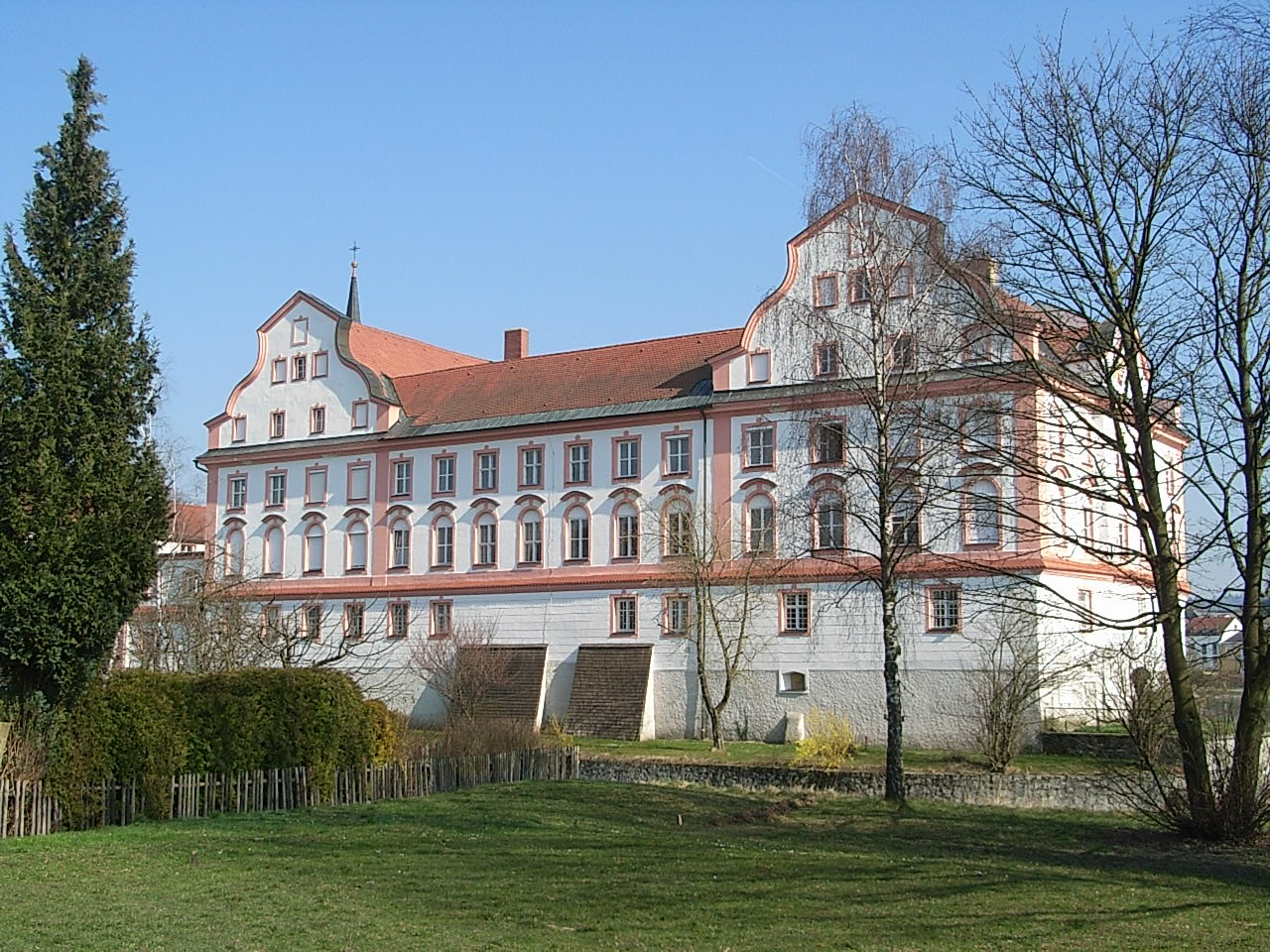
Zamek Neuhaus am Inn

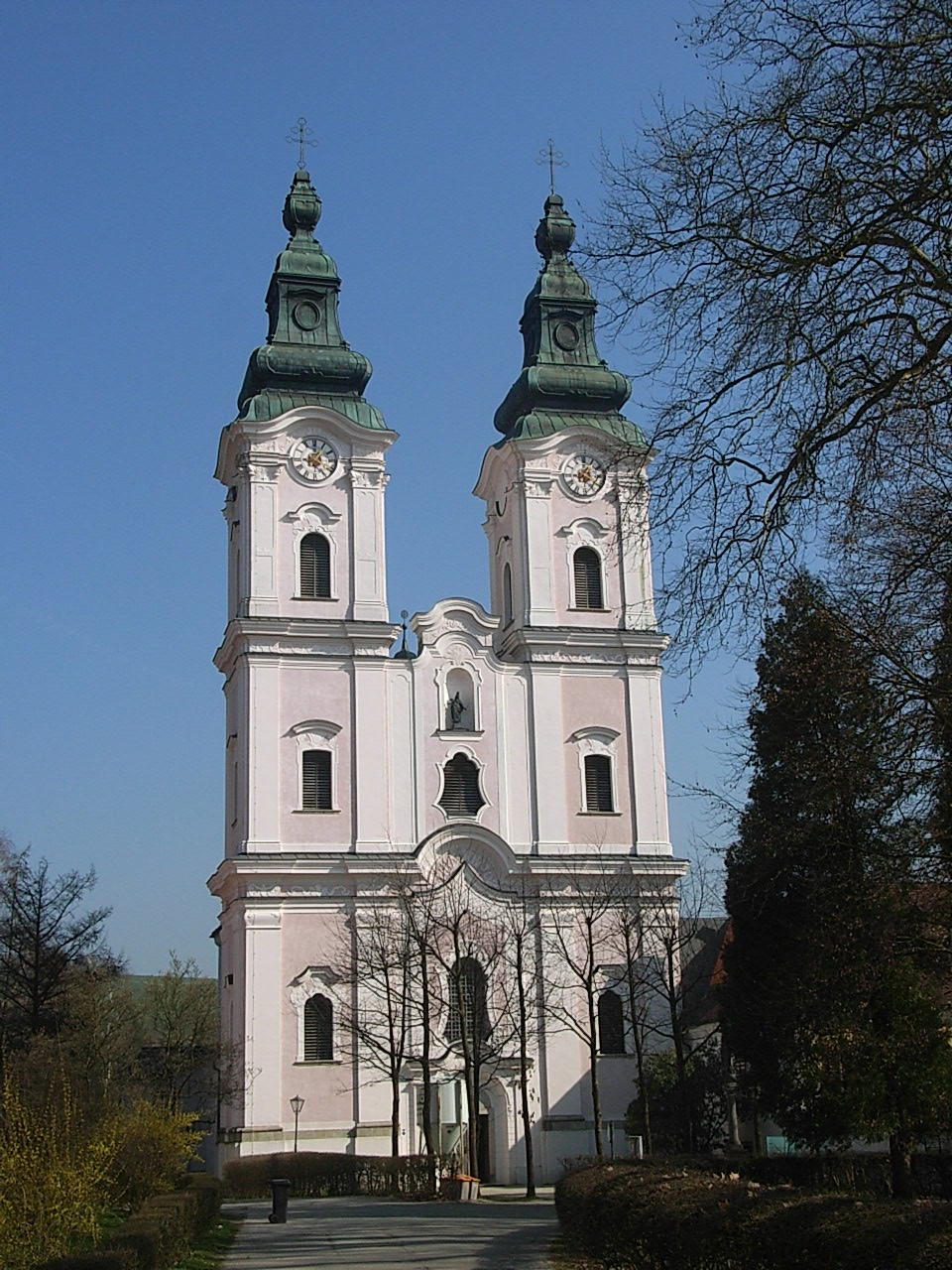
Klasztor Vornbach

Neuhaus am Inn, Neuhaus a. Inn – miejscowość i gmina w Niemczech, w kraju związkowym Bawaria, w rejencji Dolna Bawaria, w regionie Donau-Wald, w powiecie Pasawa. Leży około 15 km na południe od Pasawy, nad rzeką Inn, przy granicy z Austrią i drodze B12.

## Dzielnice
W skład gminy wchodzą następujące dzielnice: Mittich, Neuhaus am Inn, Vornbach, Eglsee.

## Demografia
| Rok  | Liczba mieszk. |
| ---- | -------------- |
| 1970 | 3 028          |
| 1987 | 2 899          |
| 2000 | 3 431          |

## Zabytki
- klasztor Vornbach
- zamek

## Oświata
(na 1999)

W gminie znajduje się 70 miejsc przedszkolnych (88 dzieci) oraz szkoła podstawowa (11 nauczycieli, 146 uczniów).

## Współpraca
Miejscowość partnerska:
- Neuhaus am Klausenbach, Austria